# Elegia fucata
Elegia fucata är en gräsväxtart som beskrevs av Esterh. Elegia fucata ingår i släktet Elegia och familjen Restionaceae. Inga underarter finns listade i Catalogue of Life.